# Warstwa czynna wieloletniej zmarzliny
Warstwa czynna (aktywna - active layer) – głębokość sezonowego odmarzania przypowierzchniowej warstwy gruntu na obszarach, na których obserwujemy występowanie wieloletniej zmarzliny. Stwierdzono, iż zróżnicowanie miąższości czynnej warstwy zmarzliny w dużym stopniu jest spowodowane czynnikami lokalnymi takimi jak szata roślinna, stopień mobilności i rodzaj wód oraz ekspozycja powierzchni stokowej.

## Kierunki badań
W badaniach sezonowego odmarzania (przemarzania) wyróżnia się trzy kierunki badawcze:  
1. geologiczno-geograficzny, stawiający sobie za cel określenie przestrzennej zmienności zjawiska w zależności od wybranych elementów (lub całych kompleksów) środowiska. W kierunku geologiczno-geograficznym operuje się wartościami odmarzniętej warstwy w centymetrach. Badania te mają charakter ilościowy i dają opis wpływu wybranych elementów środowiska na przebieg procesu;
2. geofizyczny, rozpatrujący zagadnienie sezonowego odmarzania z fizycznego punktu widzenia, tj. bilansu cieplnego; badania tego typu zmierzają w kierunku opracowania formuł matematyczno-fizycznych zjawiska;
3. techniczny, uwzględniający wpływ sezonowego przemarzania i odmarzania gruntu na działalność gospodarczą człowieka; dąży się do opracowania takich rozwiązań technicznych budowli, które nie doprowadziłyby do naruszenia naturalnej równowagi środowiska.

## Metodyka badań
Główną metodą wykorzystywaną do prowadzenia tego typu badań jest okresowe (sezonowe bądź miesięczne), sondowanie miąższości warstwy czynnej permafrostu na wybranych stanowiskach. Każda z wartości uwzględnionych w analizie zawiera następujące informacje: data, miejsce wykonania sondowania (położenie, sytuacja geomorfologiczna), temperatura gruntu, opis odmarzniętego gruntu i stan jego powierzchni.